# 十二夜 (臺灣電影)
《十二夜》是一部由2013年的台灣紀錄片，由小說家九把刀監製、Raye執導。
本片於2014年入圍第51屆金馬獎最佳電影原創音樂獎。

## 劇情簡介
在台灣，關進動物收容所的流浪狗倘若無人認養，牠們的生命就只有短暫的十二天。本片在員林收容所進行拍攝，實地記錄在收容所裡的流浪狗12天的「血淚過程」，希望能夠讓社會大眾更加了解並關心這些流浪動物的命運。

## 故事主角

### 主演角色
以下皆是在收容所裡，被收容在此的狗的名字

## 社會議題
十二夜為安樂死是否人道的議題，中華民國於2017年開始執行0撲殺，雖無貓狗被人道毀滅，卻因為配套不足，引發各地收容所動物納載量嚴重不足，使流浪動物的環境更加艱難．
| 演員   | 名字  | 年齡 |
| ------ | ----- | ---- |
| 混種狗 | UNDER | 一歲 |
| 狼犬   | 安靜  | 五歲 |
| 混種狗 | 小媽  | 六歲 |
| 混種狗 | 中分  | 六歲 |
| 混種狗 | 老兄  | 十歲 |

## 製作

### 參與團體
- 社團法人台灣之心愛護動物協會

## 票房
全台票房總計新台幣6200萬元。

## 後續發展
《十二夜》在暑期上映之後，立刻受到社會大眾所矚目，上映期間發現有人以十二夜的相關名義進行募款，九把刀再三強調，《十二夜》上映活動絕無以其名義進行任何募款，也呼籲想要領養流浪狗的人士，不要隨意將寵物丟棄，也聲明《十二夜》下映之際，不扣除成本，票房拆帳扣稅後全部捐出。最終與戲院拆帳後所得3200萬扣稅後，全數都捐給流浪動物相關機構。
促成2015年立法修訂《動物保護法》，廢除公立收容所對收容動物進行安樂死，預定於2017年2月在台灣實施。但是未在源頭控管的情況下，零毀滅的具體成效不明。經費有限的情況下，零毀滅可能會造成所內死亡率增加，將動物送至私人收容所，美化了數字，符合了法規，但是並沒有真正改善問題。

## 外部連結
- 電影官方網站（页面存档备份，存于）
- 電影《十二夜》官方粉絲團的Facebook專頁
- YouTube上的《十二夜Twelve Nights》
- 《十二夜（页面存档备份，存于）》在香港雅虎的電影頁面（繁體中文）
- Yahoo奇摩電影上《十二夜》的資料（繁體中文）
- MSN娛樂上《十二夜》的資料（繁體中文）

- 開眼電影網上《十二夜》的資料（繁體中文）
- 时光网上《十二夜》的資料（简体中文）
- 豆瓣电影上《十二夜》的資料 （简体中文）